# Louis-Philippe Crépin
Louis-Philippe Crépin (1772-1851) foi um pintor francês da Marinha, um dos primeiros peintres de la Marine. Crépin notabilizou-se como aluno de Joseph Vernet e Hubert Robert. O seu Combat de la Bayonnaise contre l'Ambuscade, 1798, representando a acção de 14 de Dezembro de 1798, é uma das peças mais importantes do Musée national de la Marine.